# Biokonversion

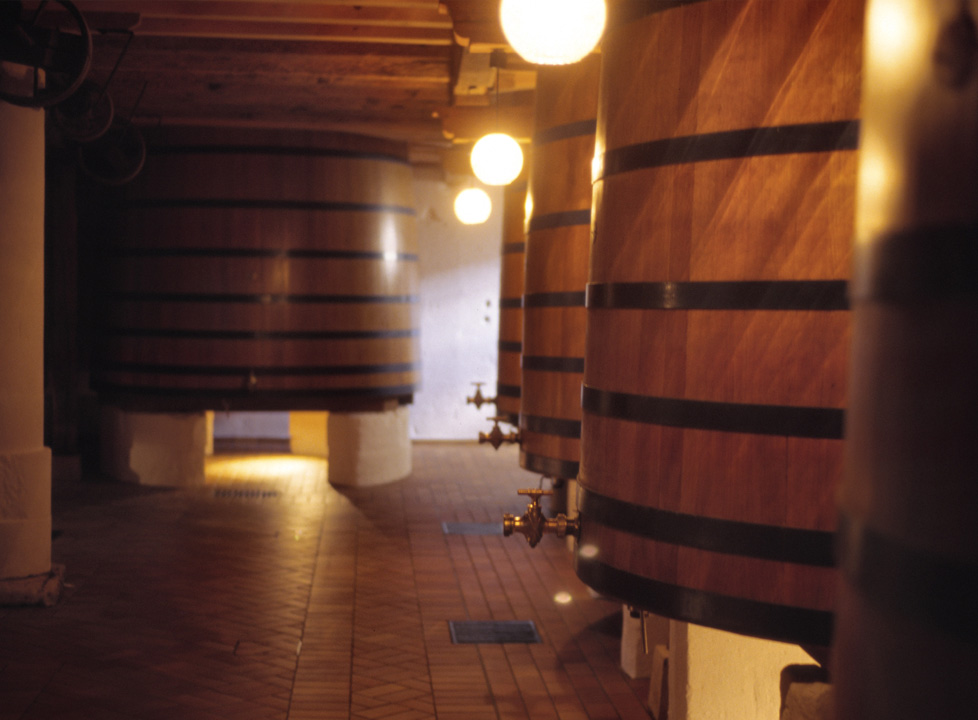
Gärbehälter zur Weinherstellung

Als Biokonversion (altgr. βίος bíos „Leben“ und lat. conversio „Umwendung“, „Umkehr“) bezeichnet man die Umwandlung, meist von organischen Verbindungen (Biomasse), in energetisch oder stofflich nutzbare Produkte.
Die Umwandlung erfolgt durch Organismen, meist Mikroorganismen, oder durch isolierte Enzyme oder Enzymsysteme (Stoffwechselwege).
Es werden vor allem biotechnologische Prozesse wie die Fermentation (Biogasherstellung, Industrielle Biotechnologie) sowie die enzymatische Umwandlung angewendet. Auch in Anwendungen, die nicht oder nicht eindeutig der Biotechnologie zuzuordnen sind, findet Biokonversation statt, wie z. B. beim Backen von Brot oder der Sauerkrautherstellung (Ethanol- und Milchsäuregärung).
Gelegentlich wird der Begriff Biokonversion als Synonym für Biokatalyse und Biotransformation verwendet. Teilweise erfolgt aber auch eine Unterscheidung, bei der die Biokonversion als Teilbereich der Biokatalyse eingeordnet wird.

## Biochemie

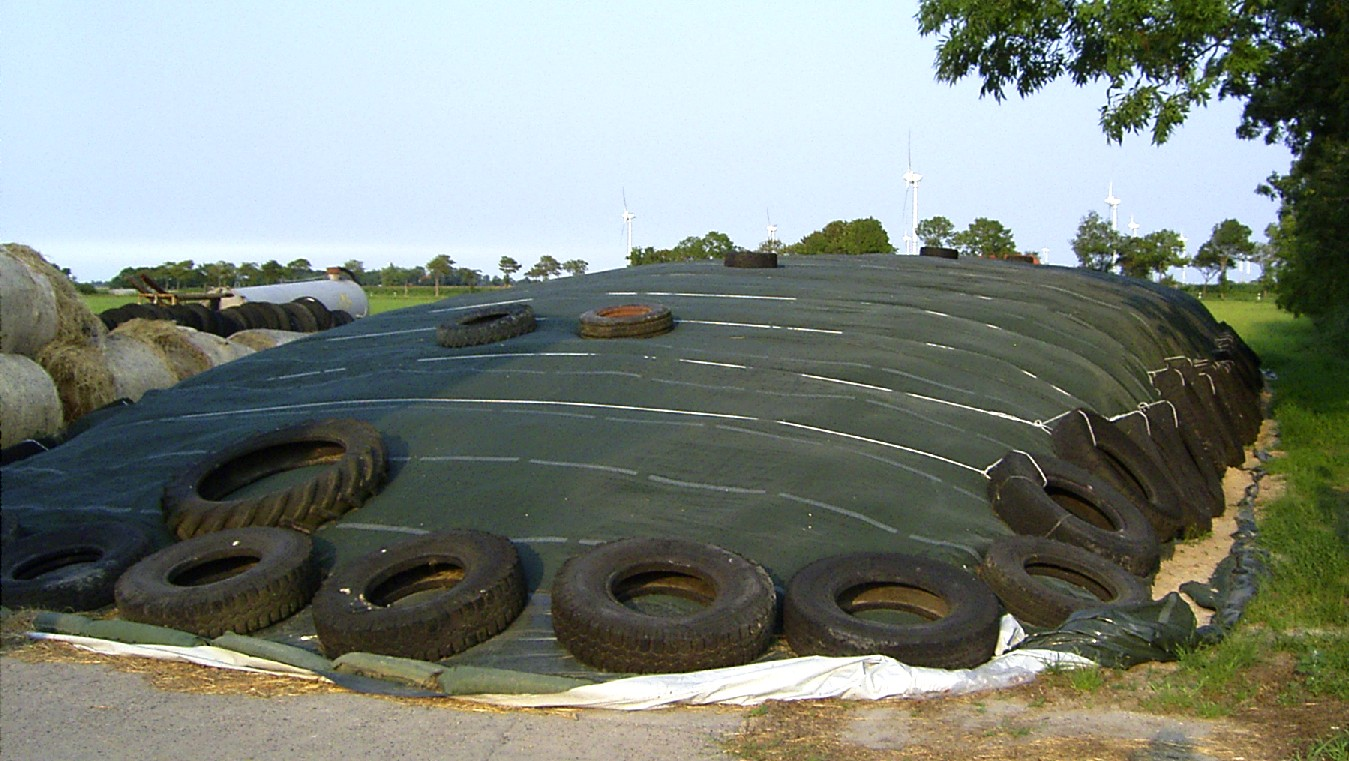
Grasschnitt für Futterzwecke wird durch Milchsäuregärung konserviert (Silierung)

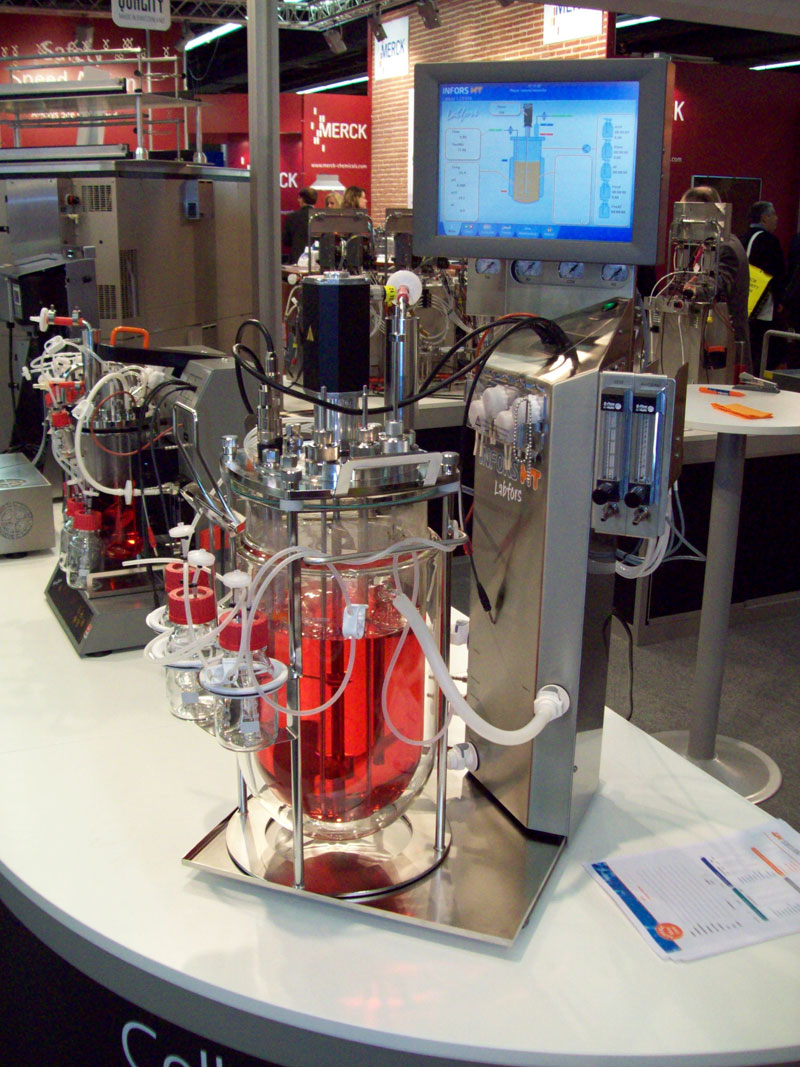
Bioreaktor (Fermenter) im Labormaßstab

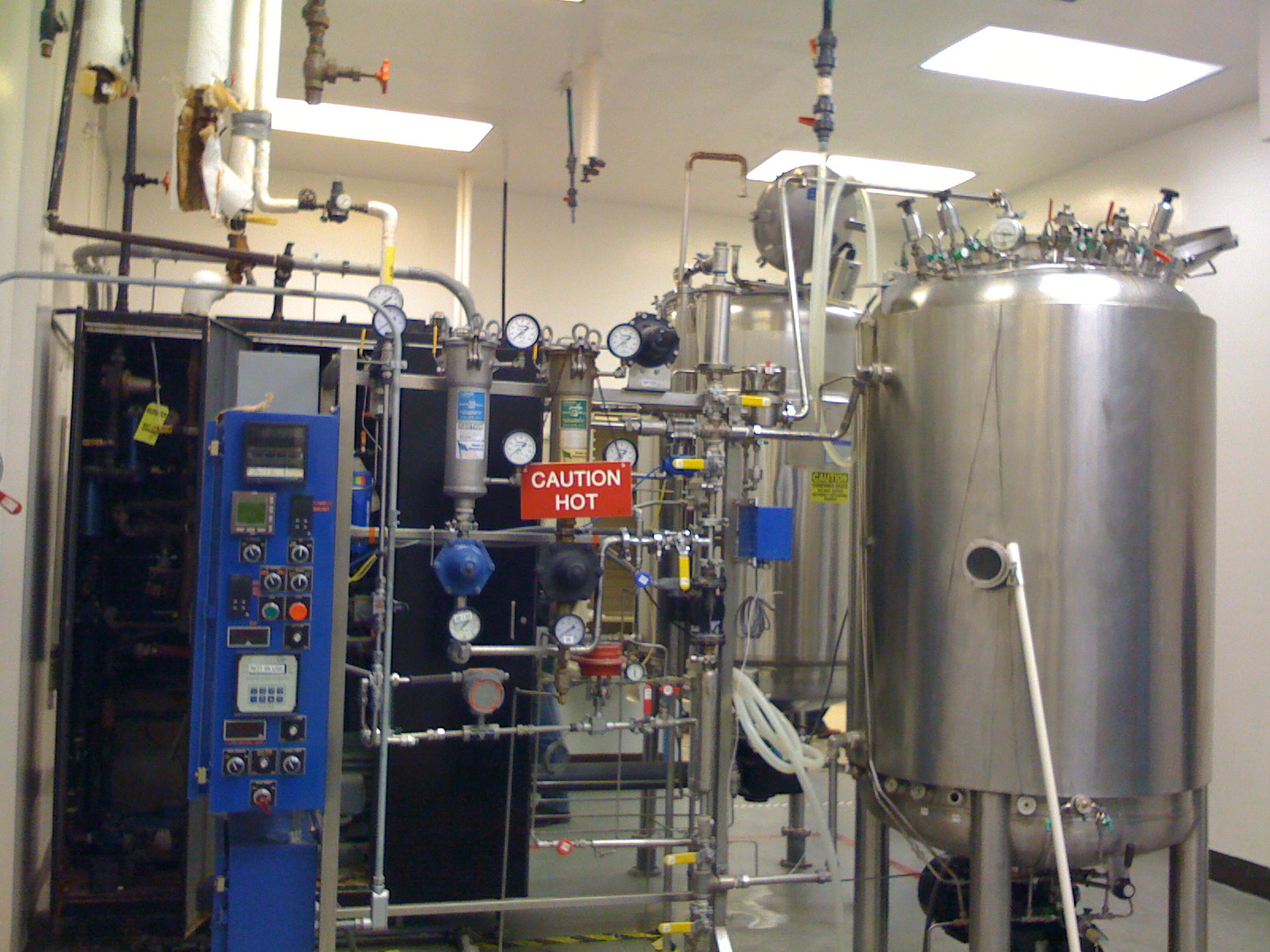
Bioreaktor zur bakteriellen Herstellung von Vakzinen

Bei einer Biokonversion findet eine chemische Reaktion statt, die von den isolierten oder in den jeweils verwendeten Organismen vorhandenen Enzymen katalysiert wird. Es lassen sich verschiedene Typen der Biokonversion klassifizieren, die sich durch das Prinzip unterscheiden, nachdem das interessierende Produkt gebildet wird.

### Stoffwechselabfälle
Die ersten Anwendungen von Biokonversionen durch den Menschen fanden bereits vor Jahrtausenden statt. So wurde bereits früh die Ethanolgärung zur Bier- und Weinherstellung und die Milchsäuregärung z. B. zur Konservierung von Milch durch Ansäuerung (Joghurt, Kefir) genutzt. Bei diesen Anwendungen werden Mikroorganismen (Hefen, Bakterien) verwendet, die organische Verbindungen (überwiegend Zucker) vor allem für die Energiebereitstellung (Katabolismus) umsetzen. Da diese Umsetzung unter anaeroben (sauerstofffreien) Bedingungen oder durch anaerobe Organismen stattfinden, erfolgt keine vollständige Umsetzung der organischen Verbindungen (vor allem zu CO2 und H2O), sondern zu organischen Verbindungen, wie Ethanol (Alkohol) und Milchsäure.
Nicht nur in der Lebensmittelindustrie, sondern auch für die stoffliche und energetische Anwendung, wie z. B. als Rohstoff zur Herstellung von bio-basierten Kunststoffen (z. B. Polylactide aus Milchsäure) oder Biokraftstoff (z. B. sogenanntes Bioethanol als Benzinersatz oder -beimischung) findet eine Biokonversion sogenannter nachwachsender Rohstoffe statt.
Viele weitere Produkte werden nach diesem Prinzip gewonnen:
- Aceton
- die Propandiole: 1,2-Propandiol und 1,3-Propandiol
- Carbonsäuren wie Essigsäure (Acetat), Bernsteinsäure (Succinat)[3] und Milchsäure (Lactat)
- Biogas

### Stoffwechselprodukte
Aus organischen Verbindungen bzw. bestimmten anorganischen Verbindungen können heterotrophe bzw. autotrophe Lebewesen Verbindungen synthetisieren, die als Baustoff für die Zelle dienen (Anabolismus). Diese Syntheseleistung ist eine Form der Biokonversion, die für verschiedene Zwecke verwendet wird. Beispiele sind die Herstellung von Antibiotika wie z. B. Penicillin mit dem Pilz Penicillium chrysogenum, von Lysin und Glutaminsäure (Aminosäuren) mit dem Bakterium Corynebacterium glutamicum oder des Peptids Insulin im Bakterium Escherichia coli.
Die Synthese von Verbindungen wie Penicillin ist energieaufwändig, weshalb sie von den Organismen nur in geringer Menge hergestellt werden. Durch Zucht und Selektion sowie die Wahl bestimmter Bedingungen bei der Kultivierung kann die Ausbeute deutlich erhöht werden. Weitere Möglichkeiten sind das Veränderung von Stoffwechselwegen (Metabolic Engineering) oder das Einbringen von neuen Stoffwechselwegen aus anderen Organismen mittels Gentechnik. Zur Herstellung von Insulin wurde beispielsweise das menschliche Gen in Bakterien übertragen.
Die Herstellung erfolgt meist unter sterilen Bedingungen in einem Fermenter, da Verunreinigungen den Prozess stören könnten. Zudem erfordern pharmazeutische Produkte wie Insulin eine hohe Reinheit.

### Stoffwechselleistung
Stoffwechselleistungen von Lebewesen können genutzt werden, um z. B. toxische oder geruchsintensive Verbindungen abzubauen oder Abwasser belastende Stoffe, wie z. B. Stickstoffverbindungen, zu binden. Anwendung findet dies z. B. bei verseuchten Böden, bei der Behandlung von Abluft in Biofiltern oder dem Fixieren von im Wasser gelösten Stickstoff- und Phosphorverbindungen während der Behandlung in einem Klärwerk.

### Produkte isolierter Enzyme
Isolierte Enzyme und Enzymsysteme können bestimmte Reaktionen katalysieren. Beispielsweise wird das Lab – ein Gemisch verschiedener Enzyme – aus Kälbermägen gewonnen und bei der Käseherstellung verwendet. Auch bei der Herstellung von Leder können verschiedene Enzyme eine Rolle spielen. In Waschmitteln kommen unter anderem fett- und proteinabbauende Enzyme (Lipasen bzw. Proteasen) vor.

## Klassifizierung nach Anwendungsbereich
(siehe auch Artikel Biotechnologie)
In der Biotechnologie erfolgt in der Regel keine Klassifizierung nach dem Prinzip der Biokonversion, sondern nach dem Anwendungsbereich. So werden in der Weißen Biotechnologie, auch als Industrielle Biotechnologie bezeichnet, alle genannten Prinzipien angewandt. Daneben gibt es die Rote Biotechnologie (medizinische Biotechnologie) und die Grüne Biotechnologie (Pflanzenbiotechnologie). Weitere, bisher weniger klar definierte Biotechnologien sind die Graue Biotechnologie und die Blaue Biotechnologie. Andere Farben (Braune und Gelbe Biotechnologie) werden gelegentlich verwendet, sind aber nicht klar zugeordnet.
Über Biokonversionen hinaus können Biotechnologien auch weiter Anwendungen umfassen, bei denen ebenfalls chemische Reaktionen stattfinden. Die Reaktion bzw. das erzeugte Produkt stehen jedoch nicht im Vordergrund, wie z. B. bei diagnostischen Methoden der Roten Biotechnologie.

## Bedeutung

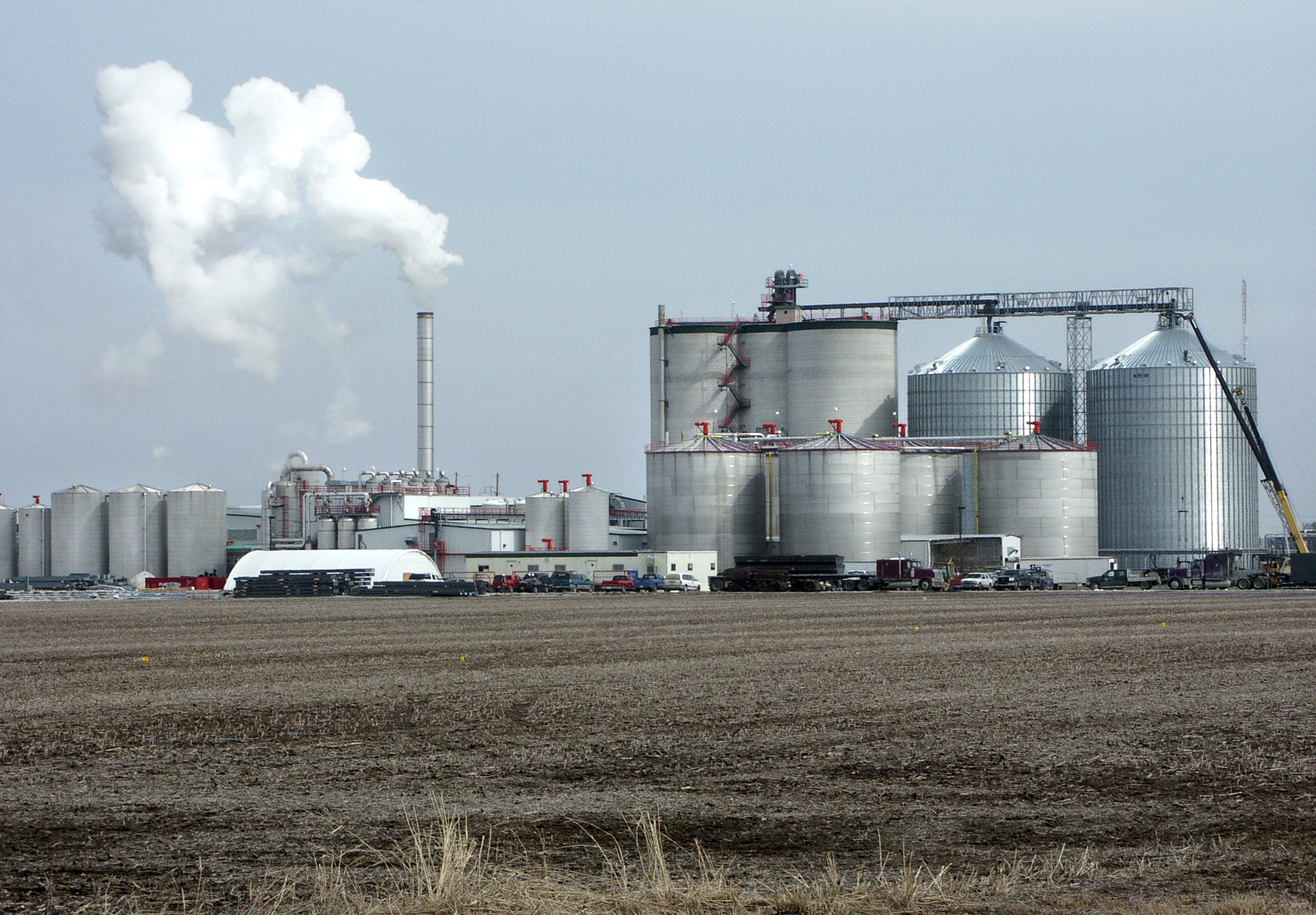
Die Ethanolgärung wird im großindustriellen Maßstab zur Treibstoffherstellung eingesetzt.

Die Biokonversion spielt eine wichtige Rolle in vielen technischen Verfahren. Sie ermöglicht die Erzeugung von Verbindungen, die mit anderen Methoden nicht synthetisierbar sind. In der chemischen Industrie werden gelegentlich chemische Verfahren auf Biokonversion (biochemische Verfahren) umgestellt, da diese oft weniger extreme Bedingungen benötigt und so Energie und Chemikalien eingespart werden können.
Bei der Nutzbarmachung von nachwachsenden Rohstoffen kommen klassische und neue Verfahren zur Anwendung. Große Mengen Ethanol werden aus Zucker und Stärke gewonnen.
Durch neue Verfahren der Biokonversion sollen bisher nicht als Treibstoff nutzbare Anteile der Biomasse, wie das lignocellulosehaltige Stroh und Holz, als Cellulose-Ethanol oder Cellulose-Butanol erschlossen werden. Ein weiterer Ansatz ist die Synthesegas-Fermentation, bei der Biomasse über eine Biomassevergasung in Synthesegas umgewandelt und anschließend in einer Fermentation in nutzbare Alkohole und andere Chemikalien umgewandelt wird. Da Cellulose einen großen Anteil der Biomasse ausmacht, bietet sie ein großes, bisher kaum genutztes Potential für die Bereitstellung von Energie und Rohstoffen.